# Eberhard von Hofacker
Eberhard Alfred Konrad Karl von Hofacker (25 de junio de 1861, en Hemmingen-19 de enero de 1928, en Tübingen) fue un oficial de ejército de Wurtemberg que fue Teniente General en la Primera Guerra Mundial y recibió la Pour le Mérite con hojas de roble.

## Carrera militar
El 29 de septiembre de 1879 se unió al 25º Regimiento (1º Wurtemberg) de Dragones "Reina Olga" en Ludwigsburg como oficial cadete. El 10 de mayo de 1880 fue nombrado enseña, y el 6 de febrero de 1881 fue promovido a teniente segundo. El 28 de marzo de 1886, sirvió como ayudante regimental y fue en este puesto que el 18 de diciembre de 1888 fue promovido a teniente primero. Entre el 21 de julio de 1891 y el 11 de septiembre de 1894 fue asignado a la Academia Militar Prusiana. Esto fue seguido por el nombramiento como comandante de escuadrón con el 25º Regimiento de Dragones y el ascenso a capitán el 12 de septiembre de 1894. En 1898, Hofacker era ayudante de la 26ª División (1ª Real de Wurtemberg). Entre el 16 de diciembre de 1899 y el 17 de octubre de 1901 sirvió en el Estado Mayor General en Berlín con su promoción en mayo de 1901 a mayor. Después fue oficial de estado mayor de la 21ª División, desde el 27 de enero de 1903 en el mismo puesto en la 26ª División, y desde el 27 de abril de 1904 igualmente con el XIII Cuerpo (Real de Wurtemberg). El 21 de junio de 1906 fue promovido a teniente coronel como ayudante del Kaiser Guillermo II y comandante de la Compañía de Guardia del Palacio. Dos años después fue nombrado comandante del 20º Regimiento (2º Wurtemberg) de Ulanos "Rey Guillermo I". El 7 de septiembre de 1909 Hofacker fue promovido a coronel. El 24 de julio de 1910 fue ascendido a Mayor General y nombrado jefe de Estado Mayor del XVIII Cuerpo de Ejército. Su último nombramiento en tiempos de paz a partir del 1 de octubre de 1912 fue como comandante de la 45ª Brigada de Caballería en Saarlouis.

## I Guerra Mundial
Al estallar la guerra, servía con la 45ª Brigada de Caballería que, tras la movilización, fue asignada a la 6ª División de Caballería en el frente occidental. Subsiguientemente, se le dio el mando de la 4ª División Landwehr y desde el 15 de diciembre de 1915 la 5ª División de Caballería en el frente oriental en los pantanos de Prípiat. Desde el 13 de agosto de 1916 comandó la 82.ª División de Reserva y durante este tiempo fue promovido a Teniente General (1 de noviembre). El 22 de diciembre de 1916 brevemente tomó el mando de la 22.ª División de Reserva antes de ser transferido a la 26ª División el 6 de enero de 1917. Lideró esta división en la batalla de Arrás y por su actuación fue galardonado con la Pour le Mérite el 26 de abril de 1917.
Fue transferido con su división al frente italiano en septiembre de 1917 para ayudar a apuntalar al Ejército austrohúngaro (como parte del 51.er Cuerpo, 14º Ejército). Durante la batalla de Caporetto tomó el mando del 51.er Cuerpo desde el 3 de noviembre cuando su comandante previo, en Teniente General Albert von Berrer, fue muerto en combate. Se le concedieron las hojas de roble para su Pour le Mérite (significando un segundo galardón) el 24 de noviembre de 1917.
El 23 de enero de 1918 se retiró el mando del 14º Ejército (para formar un nuevo 17º Ejército en el frente occidental). Las tropas alemanas que permanecían en el frente italiano pasaron bajo mando del 51.er Cuerpo hasta que fue retirado también en febrero de 1918. De nuevo en el frente occidental, comandó el 51.er Cuerpo en la batalla de Amiens en agosto de 1918.

## Vida posterior
A partir del 23 de agosto de 1918, Hofacker fue puesto en estatus de reserva activa (retiro temporal). Después de la guerra Hofacker fue vicedirector de la Academia Militar de Wurtemberg. Se retiró del servicio activo el 8 de mayo de 1919.

## Familia
Eberhard von Hofacker se casó con Albertine, Condesa de Üxküll-Gyllenband. Su hijo Caesar von Hofacker estuvo envuelto en el complot del 20 de julio para matar a Adolf Hitler.

## Condecoraciones
- Pour le Mérite con hojas de roble
  - Pour le Mérite el 26 de abril de 1917
  - Hojas de roble el 24 de noviembre de 1917